# SHERPA/RoMEO
SHERPA/RoMEO est une base de données produite par SHERPA basé à l'université de Nottingham qui recense les politiques des revues scientifiques en matière de droit d'auteur et d'auto-archivage. Chaque entrée fournit un résumé de la politique de l'éditeur y compris quelle version de l'article peut être archivée, sur quel type de site, et les conditions attachées à ce dépôt, ainsi que des liens vers les pages correspondantes sur le site de l'éditeur. 

## Caractéristiques
Ce service a été créé dans le cadre d'un projet lancé en 2002/2003 par le JISC (Joint Information Systems Committee). RoMEO est un acronyme signifiant Rights MEtadata for Open archiving. Romeo a des relations collaboratives avec beaucoup de partenaires internationaux, qui contribuent au développement et au maintien du service.
Le nombre d'éditeurs présents dans la base de données est passé de 73 en janvier 2004 à plus de 4500 fin 2020. Elle contient environ 22 000 revues plus celles provenant des bases de données Zetoc, DOAJ, et Entrez.
SHERPA produit également SHERPA Juliet ; un service complémentaire tenant à jour une base de données qui recense les organismes de financements internationaux accompagnés de leurs politiques et de leurs recommandations en matière d'accès, de publication et d'archivage des productions scientifiques et techniques. 

## Fondement théorique
L'existence de Sherpa/RoMEO suit le mouvement de l'Open Access (ou Libre Accès en français), soit un mode de diffusion des articles scientifiques sous leur forme numérique, gratuitement et dans le respect du droit d'auteur. L'Open Access se développe en même temps qu'Internet, et s'épanouit dès le milieu des années 1990. Il a pour objectif de contourner les problèmes actuels liés au modèle traditionnel de la publication scientifique - entre autres, la baisse des budgets alloués aux institutions pour les abonnements aux revues - et faciliter l'accès aux articles par la voie verte (dépôt dans une archive ouverte en parallèle de la publication) ou la voie dorée (développement de publications en accès libre pour les lecteurs). 
Pour les chercheurs et les bibliothécaires, Sherpa/RoMEO répond à un besoin de connaître quels sont les droits des auteurs de publications scientifiques : il permet à tout un chacun de déterminer, en fonction de la revue dans laquelle il ou elle a publié, quelle version de l'article peut être déposée en Open Access. Sherpa/RoMEO facilite ainsi la discussion entre éditeurs et auteurs de publications scientifiques, et contribue à une ouverture de la diffusion des produits de la recherche.
En France, les portails Héloïse (jusqu’en janvier 2021) puis Mir@bel remplissent la même fonction, tout comme en Espagne le portail Dulcinea.